# Asura punctilinea
Asura punctilinea är en fjärilsart som beskrevs av Moore 1878. Asura punctilinea ingår i släktet Asura och familjen björnspinnare. Inga underarter finns listade i Catalogue of Life.